# Station Headstone Lane
Headstone Lane is een spoorwegstation van London Overground aan de Watford DC Line.

## Ligging en inrichting
De perrons liggen aan de buitenzijde van de Watford DC Line die tussen 1910 en 1912 werd gebouwd. Het stationsgebouw staat aan de zuidwestkant van de brug waarmee de Headstone Lane de sporen van zowel de Watford DC Line als de West Coast Main Line kruist. Het perron voor de richting Watford Junction is direct met een trap verbonden met de stationshal en kent daarnaast een toegang aan Headstone Lane ongeveer halverwege het perron. Silverlink, dat tot 2007 de exploitatie in handen had, hield deze toegang doorgaans gesloten, maar de Overground laat de toegang open. Deze toegang heeft net als het stationsgebouw OV-zuiltjes voor het aan en afmelden met de Oystercard. Reizigers van en naar het centrum moeten via een loopbrug en trap tussen het perron en de stationshal. 

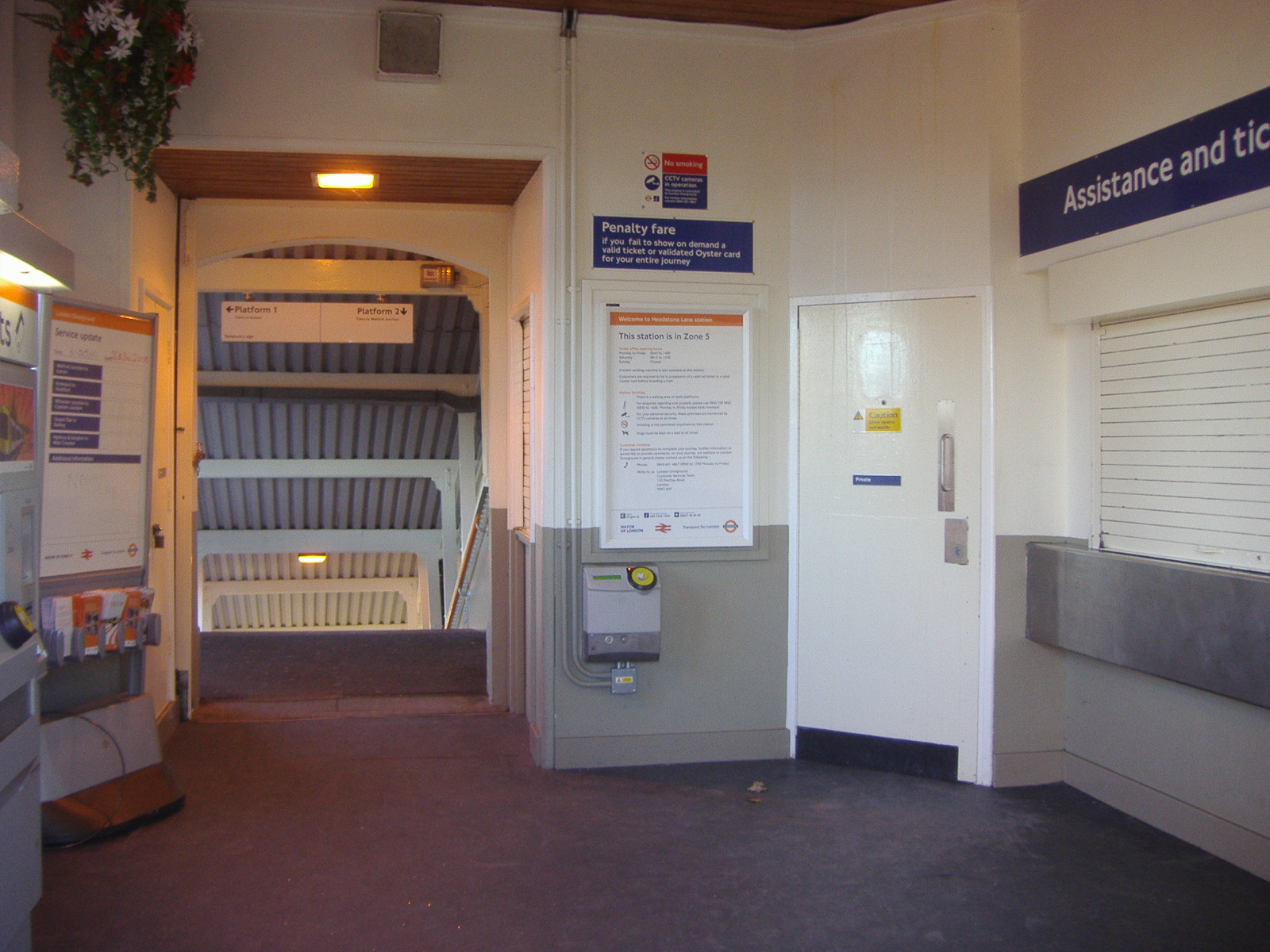
De stationshal.
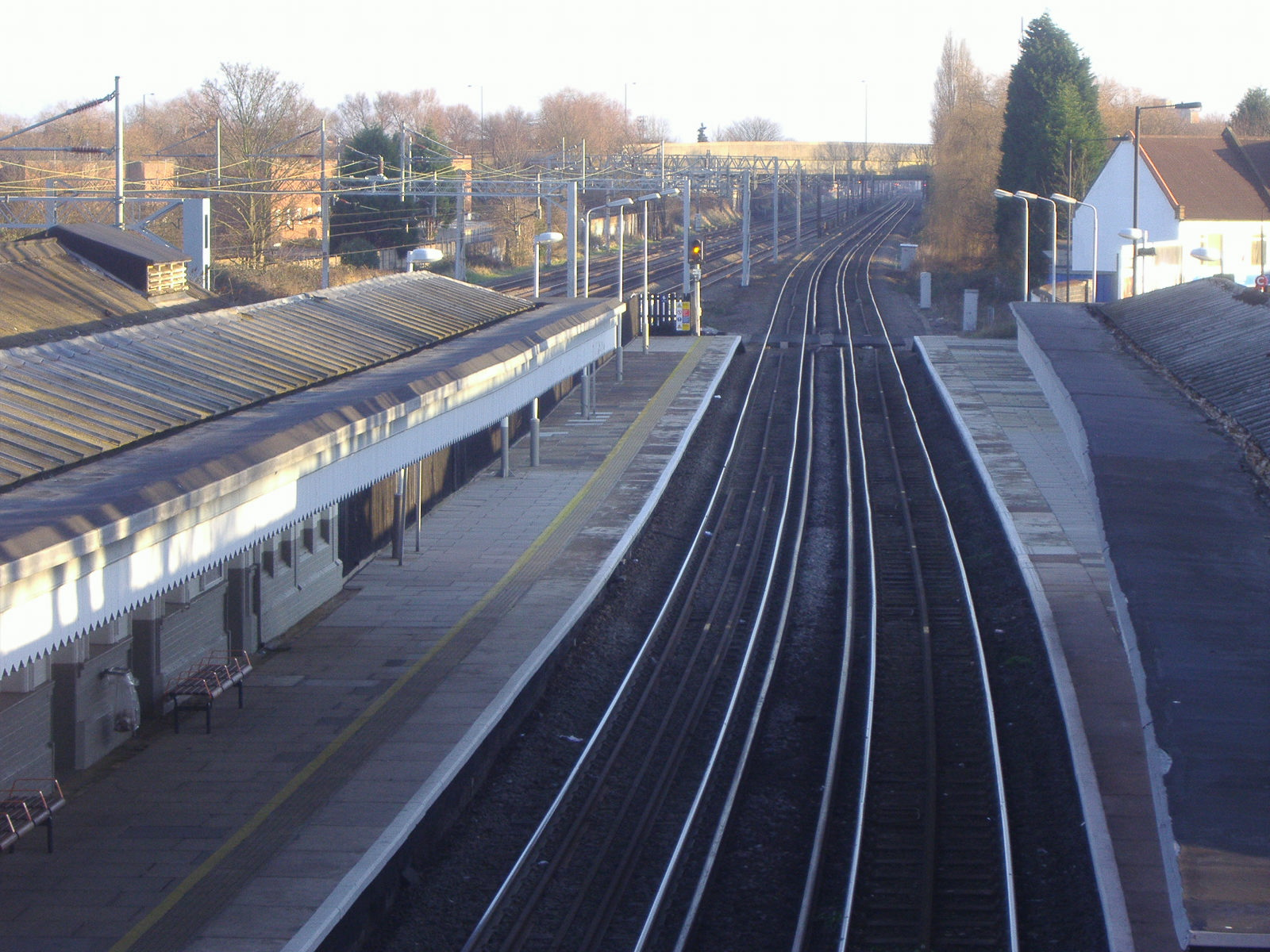
De perrons gezien vanuit de loopbrug.
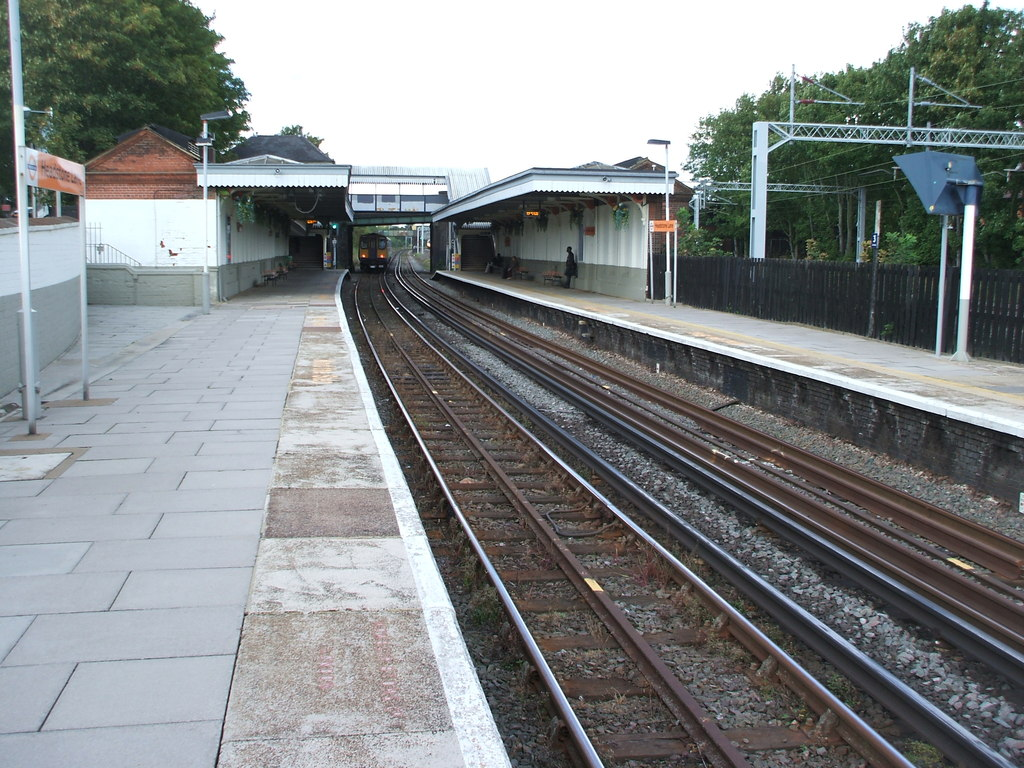
Het station gezien uit het zuiden.

## Reizigersdienst
De normale dienst bestaat uit vier treinen per uur in beide richtingen. Het station werd tussen 16 april 1917 en 24 september 1982 ook aangedaan door de Bakerloo line. Sinds de overname van dit station van Silverlink door London Overground zijn de openingstijden van de ticketbalie aanzienlijk verbeterd en zijn er twee kaartautomaten geïnstalleerd die ook Oyster Cards kunnen afhandelen. Naast de Overground doen ook de buslijnen H18 en H19 het station aan.
Station London Euston · South Hampstead · Kilburn High Road · Queen's Park · Kensal Green · Willesden Junction · Harlesden · Stonebridge Park · Wembley Central · North Wembley · South Kenton · Kenton · Harrow & Wealdstone · Headstone Lane · Hatch End · Carpenders Park · Bushey · Watford High Street · Watford Junction